# Загора (планина)
Вижте пояснителната страница за други значения на Загора.
Загора (djebel Zagora) е планина в югоизточната част на Мароко, в региона на Сус-Маса-Драа (Souss-Маса-Draâ). Част е от планинската верига Малък Атлас и дава името си на близкия до нея провинциален център град Загора. Тя е разположена между най-високите части на хребета на Атласките планини, живописната долина на река Драа и пустинята Сахара. Планината е отбелязана още в старите европейски карти. На върха ѝ все още може да се види крепост от времето на Алморавидите.